# Pequeña Petra
La Pequeña Petra (en  árabe البتراء الصغيرة, al-batrā aṣ-ṣaġïra) conocida también como Siq al-Barid (en árabe سيق البريد, literalmente «el cañón frío») es un yacimiento arqueológico en Jordania, a 14 km al norte de la más conocida Petra, —con la que ha sido identificada— y la ciudad de Wadi Musa en la gobernación de Ma'an de Jordania.
Al igual que Petra, es un sitio nabateo, con edificios tallados en las paredes de cañones de arenisca. Como su nombre lo indica, es mucho más pequeña, ya que consta de tres áreas abiertas más anchas conectadas por un cañón de 450 metros. Forma parte del parque arqueológico de Petra, aunque se accede por separado, y se incluye en la inscripción de Petra como un sitio de patrimonio de la Humanidad de la UNESCO. A menudo es visitado por turistas en colaboración con Petra, ya que es gratuita su entrada y usualmente tiene menos gente.
Como Petra, probablemente se construyó durante el auge de la influencia de los nabateos durante el siglo I. Si bien los propósitos de algunos edificios no están claros, los arqueólogos creen que todo el complejo era un suburbio de Petra, la capital de los nabateos, destinado a albergar comercios en la Ruta de la Seda. Después del declive de los nabateos, el sitio fue quedando vacío durante siglos, utilizado únicamente por los nómadas beduinos. Junto con la vecina Beidha, la pequeña Petra fue excavada a finales del siglo XX por Diana Kirkbride y Brian Byrd.
En el 2010, se descubrió un biclinium, o comedor, en una de las cuevas donde se conservan pinturas de uvas, enredaderas y querubines en gran detalle con una paleta de color variada, probablemente en homenaje al dios griego Dioniso y al consumo de vino. Los frescos de techo de estilo helenístico de 2.000 años de antigüedad han sido restaurados. Aunque no es el único ejemplo conocido de pintura figurativa nabatea in situ, son un ejemplo muy raro de pintura helenística a gran escala, considerada superior a las pinturas romanas posteriores de Herculano.

## Geografía

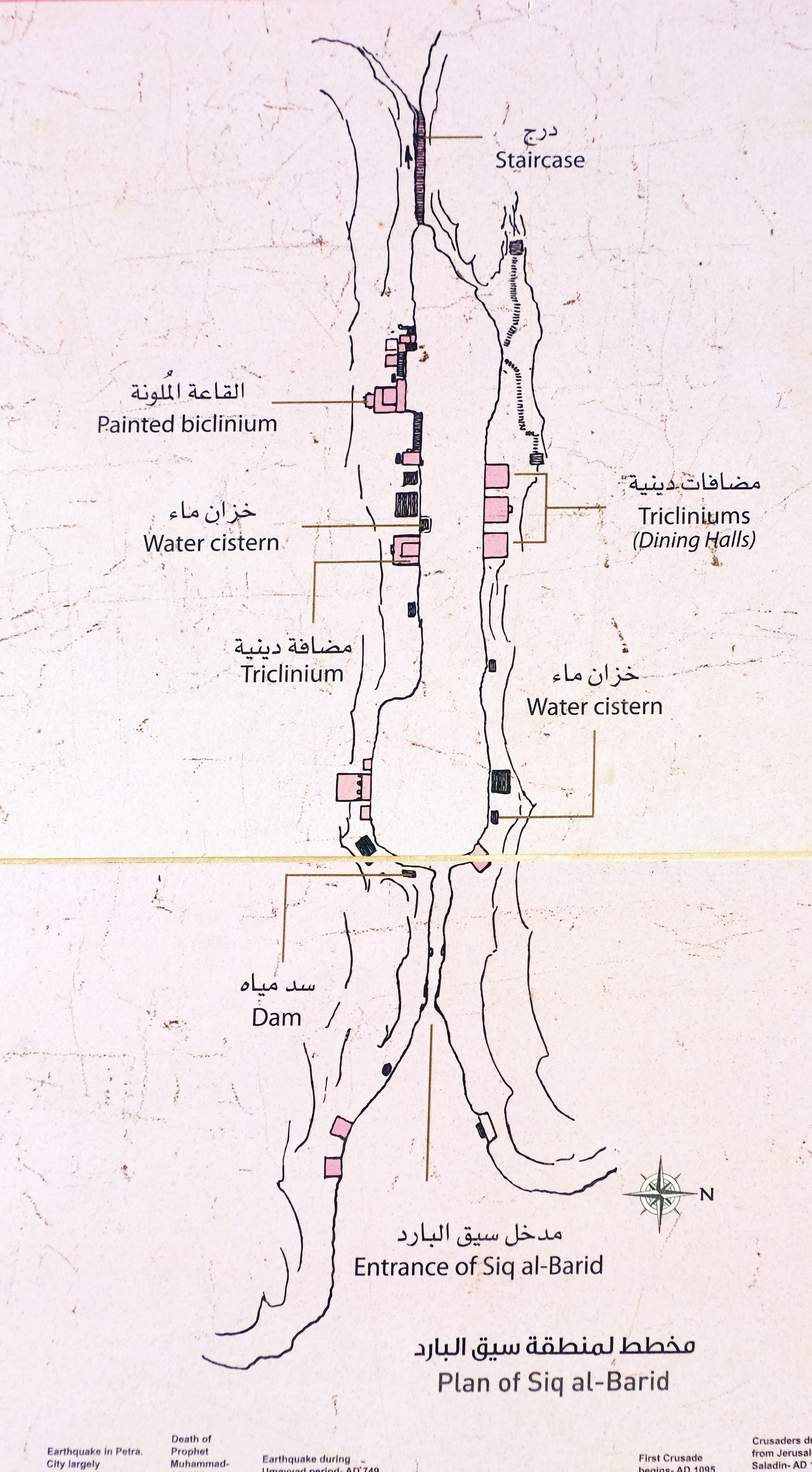
Mapa de Pequeña Petra.

Está situada en una región árida y montañosa del desierto, a 1.040 metros sobre el nivel del mar. Hacia el este se abre el desierto árabe. En el oeste, el terreno accidentado pronto desciende hacia el valle del Rift de Jordan, con tierras alrededor del Mar Muerto a 400 metros por debajo del nivel del mar.
Se encuentra en la carretera local que sale de Wadi Musa y sigue el borde de las montañas alrededor de Petra a través del pequeño pueblo beduino de Umm Sayhoun. Unos 8 kilómetros al norte de Wadi Musa, un camino corto hacia el oeste conduce al pequeño estacionamiento sin pavimentar, y a Beidha, un yacimiento neolítico cercano. Hay otro pequeño asentamiento beduino a 1 km al este.
Desde el aparcamiento Siq al-Barid, se abre hacia la fachada rocosa de suroeste a oeste. Su nombre, literalmente «cañón frío», deriva de su orientación y sus altos muros que impiden la entrada de la mayor parte de la luz solar disponible. El nombre moderno «Pequeña Petra» procede de sus similitudes con el sitio más grande al sur, ambos deben ser visitados a través de un estrecho cañón y consisten principalmente en edificios nabateos. El cañón se ensancha después de 400 metros.

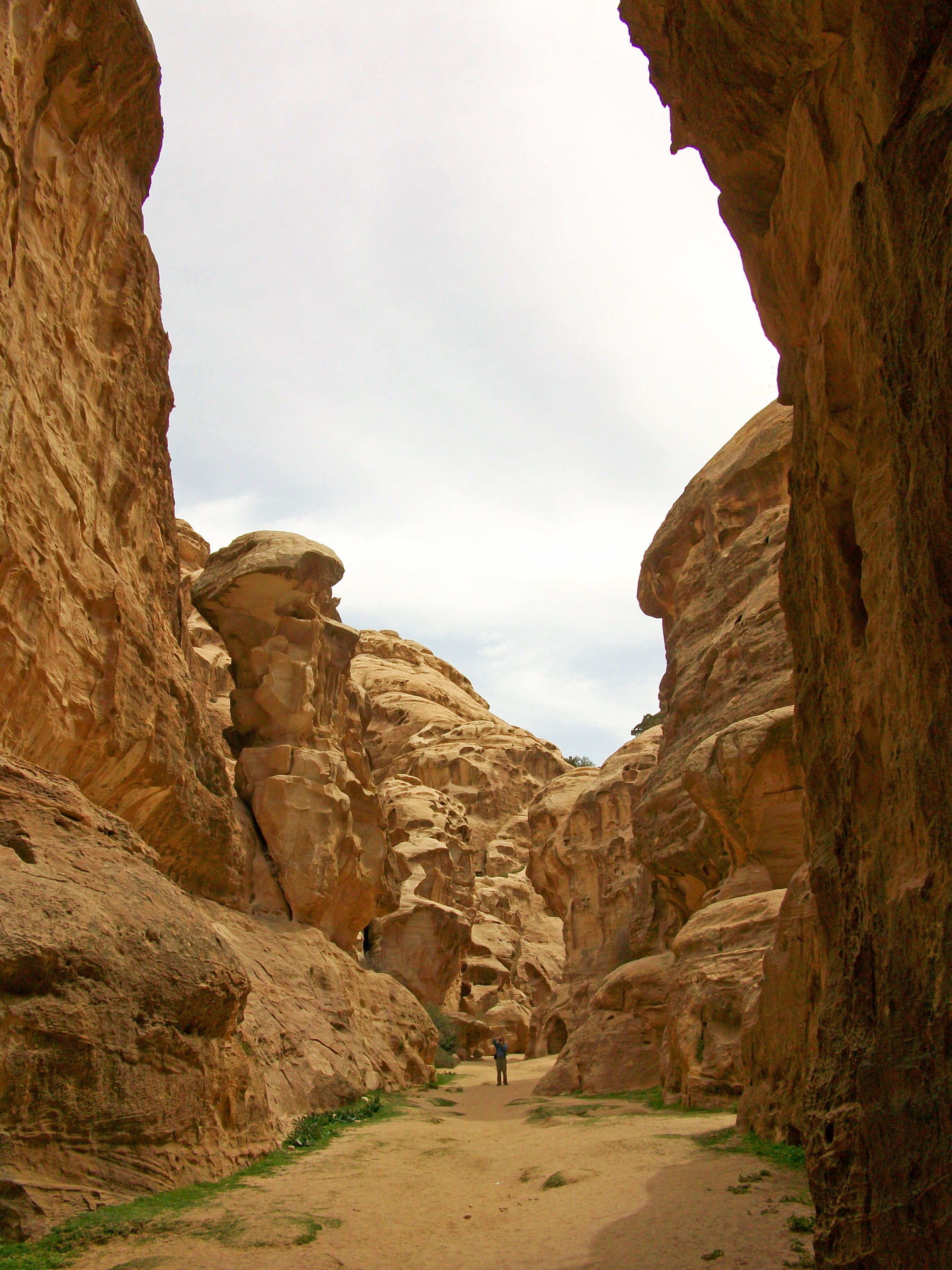
Siq al-Barid. Un cañón estrecho con paredes altas de piedra redondeadas de color beige y un suelo polvoriento.

En esta área abierta, muchas de las paredes de arenisca tienen aberturas talladas en ellas; fueron utilizados como viviendas. En la pared sur hay un triclinio con columnatas  y un pórtico y un voladizo saliente y que los arqueólogos creen que fue utilizado como un templo, aunque saben muy poco al respecto.
Luego, el cañón vuelve a estrecharse por otros 50 m,  que conducen a otra área abierta más pequeña. Las aberturas talladas son más numerosas aquí, incluyendo cuatro grandes triclinios. Los arqueólogos creen que estos espacios podrían haber sido utilizados para entretener a los comerciantes visitantes.
En el lado sur hay un pequeño biclinium. Tiene algunas raras pinturas nabateas supervivientes en su pared posterior, y por eso se llama la «sala pintada». Frente a la habitación en el norte hay una gran cisterna, que forma parte del sistema de agua construido por los habitantes originales.
En el extremo oeste del cañón, una serie de pasos conducen a la parte superior de la roca, desde donde hay vistas panorámicas disponibles de toda la región de Petra. Un sendero no muy frecuentado conduce desde allí hasta el edificio Deir en Petra a 6 kilómetros al suroeste.

## Historia

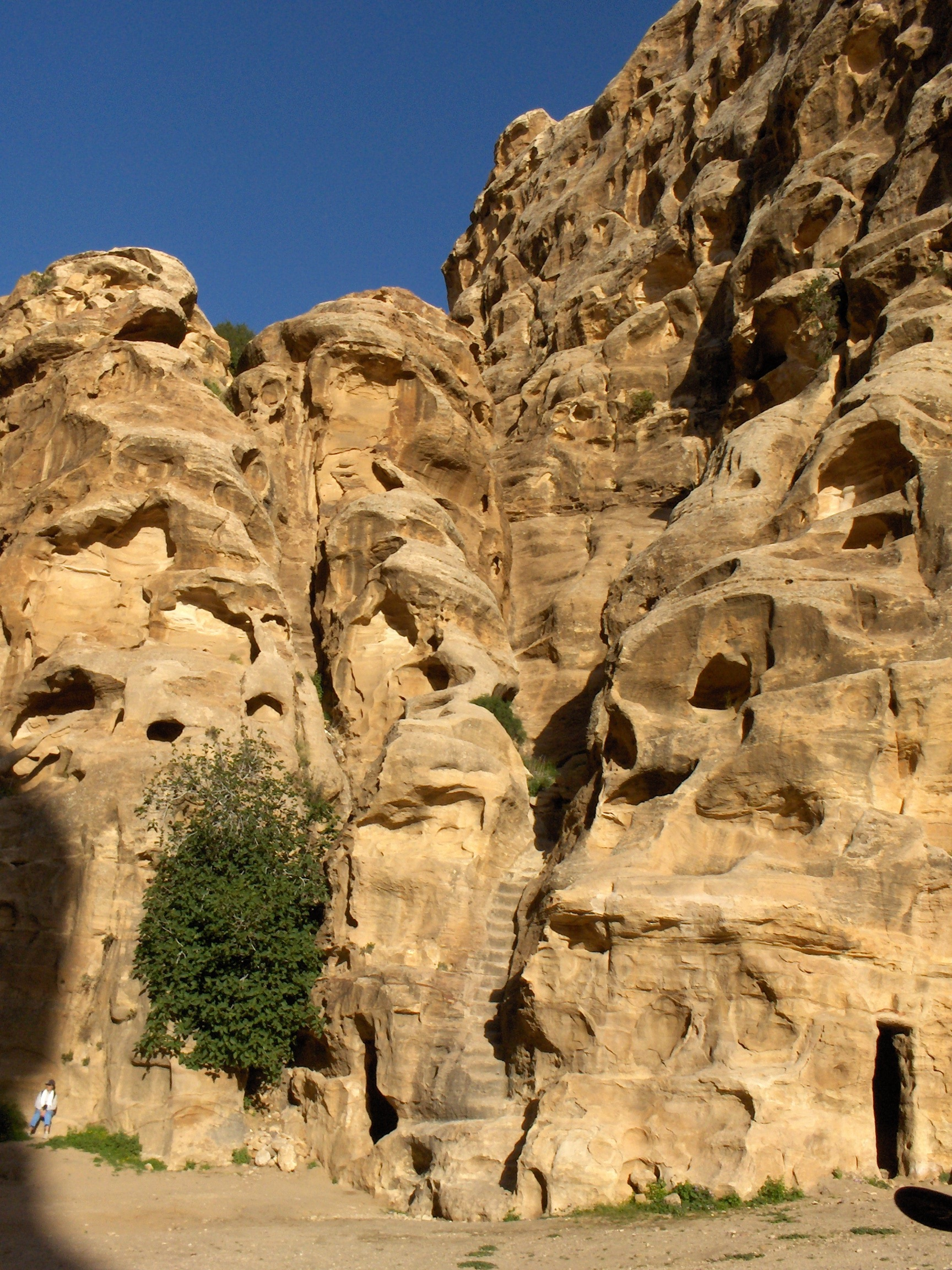
Habitaciones altas.

Los arqueólogos creen que la pequeña Petra fue fundada en el siglo I, cuando la cultura nabatea estaba en su apogeo en la región. Probablemente era un suburbio de la ciudad más grande del sur, quizás donde vivían sus comerciantes más poderosos. La ubicación puede haber sido elegida debido al cercano asentamiento de Beidha, habitado desde el período neolítico anterior.  Dado que las investigaciones del sitio se han centrado generalmente en los períodos nabateos y anteriores, no se sabe si todavía estaba habitada casi al mismo tiempo que Petra que fue finalmente abandonada en el siglo VII.
A diferencia de Petra, en la cual los nabateos vivían y enterraban a sus muertos, la Pequeña Petra fue diseñada para albergar caravanas de Arabia y el Este, que llegaban hasta Siria y Egipto. Para hacer que se detuvieran después del cruce de Wadi Rum, los nabateos cavaron al principio las pequeñas cuevas en la piedra arenisca, y luego construyeron otras mucho más grandes por el número de caravanas que se detuvieron allí.
Durante el resto del milenio y gran parte del siguiente, la pequeña Petra permaneció desconocida para todos, excepto para los nómadas beduinos que a veces acampaban en ella o en sus alrededores. Los europeos, que no podían visitar el mundo árabe bajo el dominio islámico, habían oído hablar de Petra pero no estaban seguros de su existencia. Cuando el viajero suizo Jacob Burckhardt se convirtió en el primer visitante occidental a Petra, desde la época de los romanos, en 1812, no se aventuró en el norte, ni escribió nada al respecto. Posteriormente, también los visitantes occidentales de la región parecen haberse concentrado en el sitio principal de Petra. Únicamente a fines de la década de 1950, la arqueóloga inglesa Diana Kirkbride completó sus excavaciones en la propia Petra con excavaciones en el área de Beidha, que incluía a la Pequeña Petra, que no se describe como un sitio separado en ese momento. Estas excavaciones continuaron hasta 1983, dos años antes de que la UNESCO registrara el área de Petra, incluidas Beidha y Pequeña Petra, como un sitio de patrimonio mundial.
Tras esta designación, el turismo en Petra aumentó y volvió a aumentar luego del lanzamiento de la película Indiana Jones y la última cruzada de 1989, que culminó con los personajes principales que montaron el Siq de Petra y Al-Khazneh, donde encontraron el Santo Grial.  Para garantizar que este crecimiento haya beneficiado a la región y no haya degradado sus recursos arqueológicos, la Autoridad Regional de Petra se creó para administrar todos los recursos dentro de un área de 755 kilómetros cuadrados. Beidha y Pequeña Petra, entre otros sitios satélite, se incluyeron en el parque arqueológico de Petra (264 kilómetros cuadrados). El pueblo de Umm Sayhoun fue construido entre Wadi Musa y los dos yacimientos para albergar a los beduinos.

## Descripción

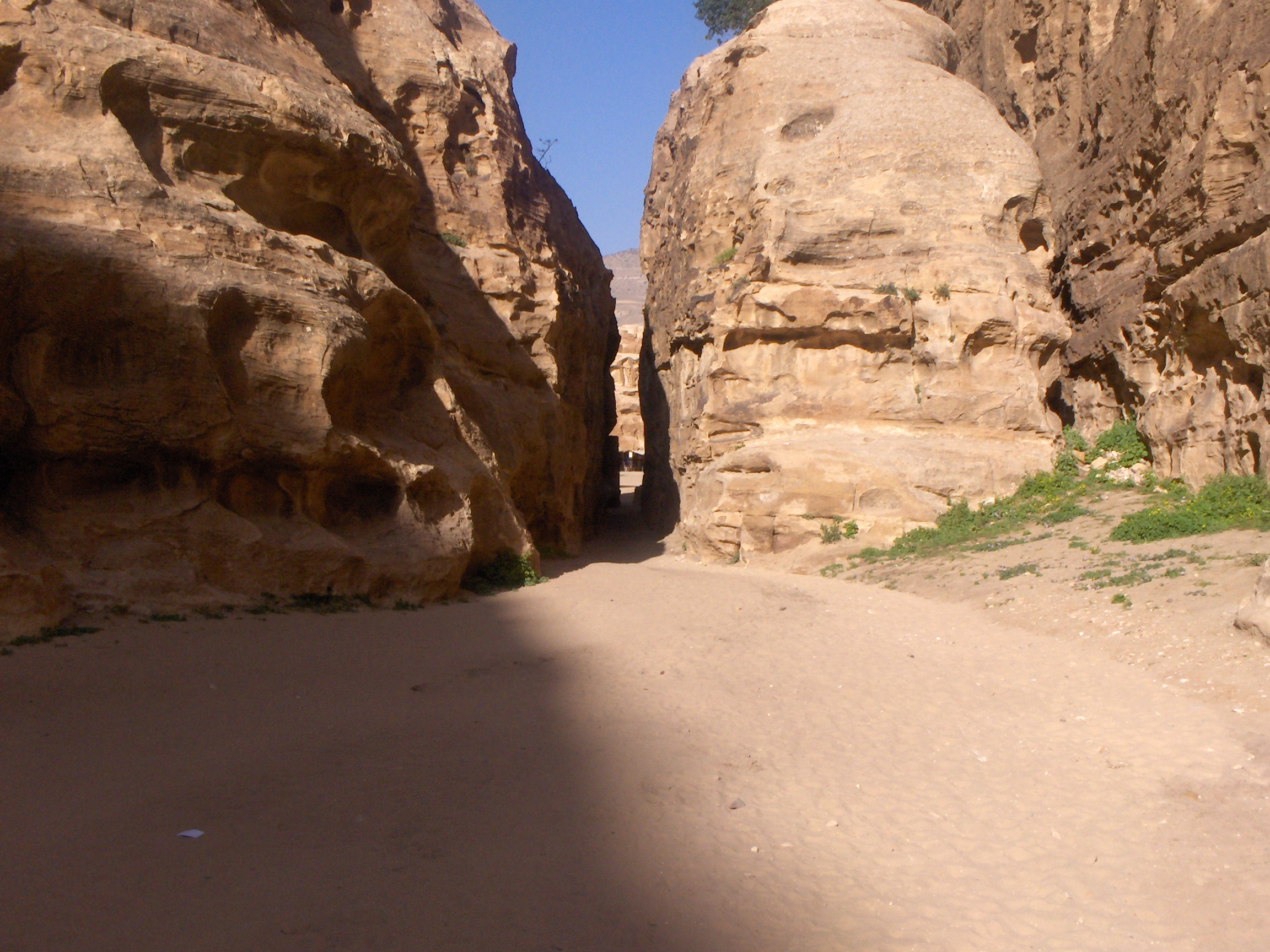
Entrada del Este.

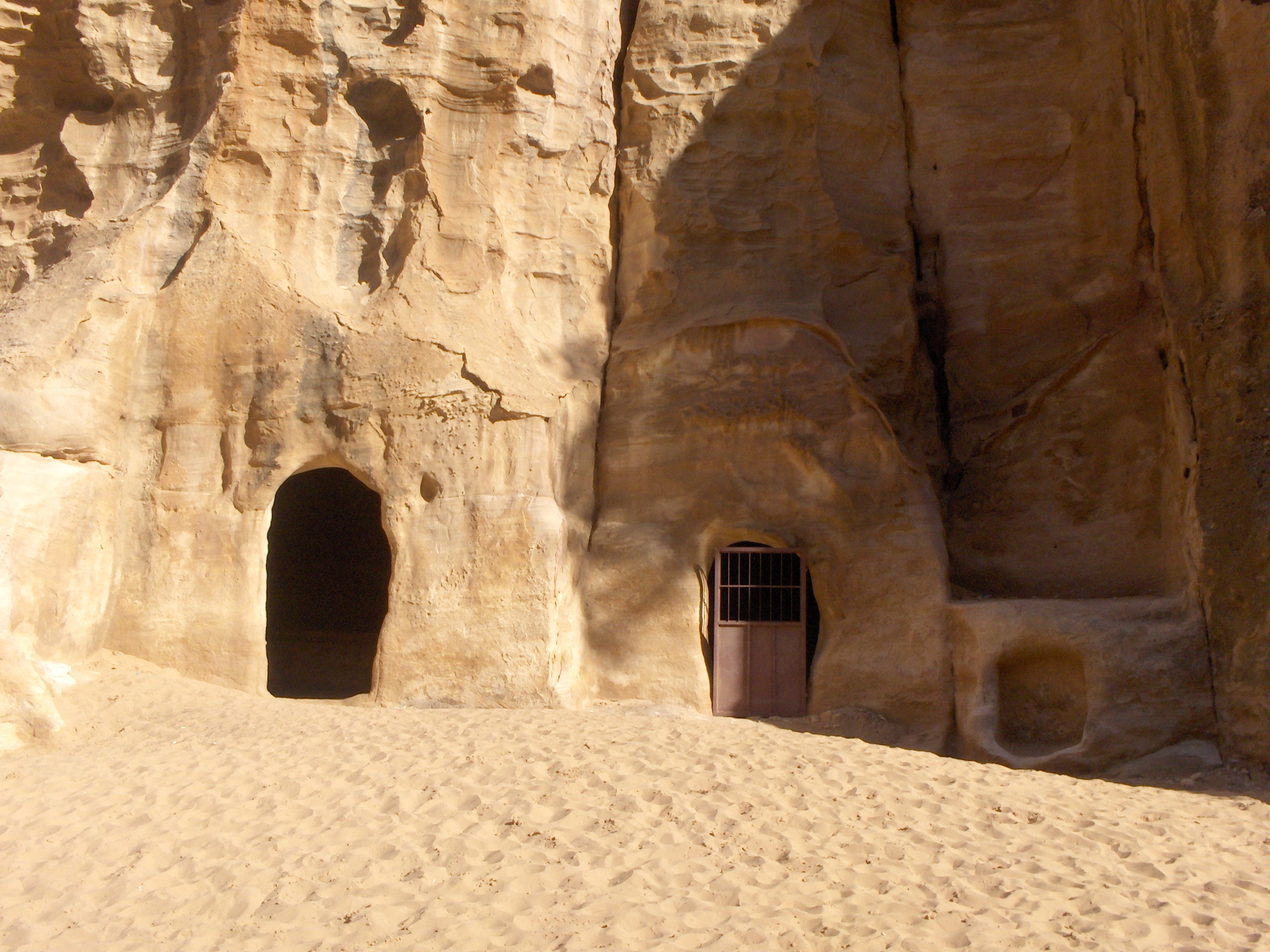
Viviendas en el exterior, una de las cuales todavía en uso, junto al ingreso por el Este.

El sitio tiene dos entradas, una hacia el este, desde donde se inició la ruta de caravanas del este, el Golfo Pérsico y la península arábiga; y una al oeste desde donde comenzó la ruta de caravanas de Siria y Egipto o el Mar Mediterráneo (Gaza era Nabataea).
En la entrada del sitio hay un pequeño santuario de Dushara, el dios principal de los nabateos, representado sin ojos y nariz junto con las dos esposas Uzza, la primera, y Manat, la segunda, tallada más baja que el marido y sin cabeza. No lejos de este santuario hay varias casas talladas en la piedra, casi todas compuestas por una sola habitación grande con un espacio en el centro para encender el fuego y con largos bloques de piedra, sobre los cuales se colocan los colchones. Desafortunadamente, pequeña Petra, fue abandonada, y utilizada por los beduinos para quedarse con sus cabras u ovejas: encendiendo los fuegos en la noche, no pensaron que ennegrecerían la piedra arenisca blanca, dañándola.
Una construcción interesante es el altar sacrificial nabateo, fechado en el siglo I a. C. , que se encuentra en el centro del sitio. Los arqueólogos creen que los sacerdotes sacrificaron animales para apaciguar a los dioses, luego derramaban sangre frente a la estatua de la deidad y comían la carroña.

### La casa pintada

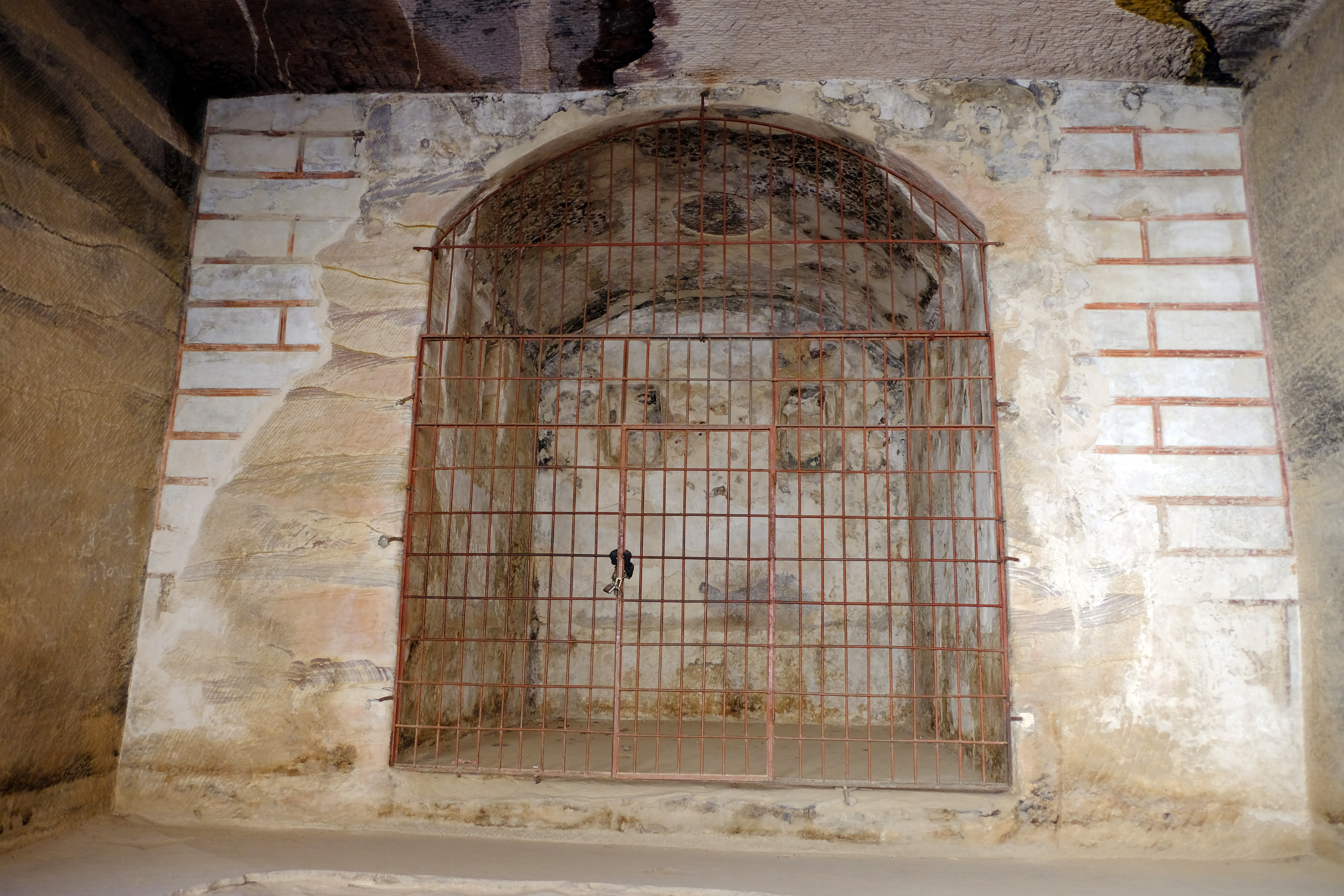
Pequeña sala en la «casa pintada» con pinturas al fresco.

En 2010, los arqueólogos publicaron un descubrimiento de los años ochenta. En una de las pequeñas habitaciones en el área abierta al oeste, hay un fresco del techo casi intacto que había estado mayormente oculto por años debido al hollín de las fogatas del campamento y en los «graffiti» beduinos. Los restauradores del Instituto de Arte Courtauld en Londres fueron contratados en 2007; La existencia de las pinturas se anunció una vez que se completó su trabajo. El área se abrió a los turistas visitantes y es conocida coloquialmente como la «casa pintada».
Los frescos representan, con considerable detalle, las imágenes relacionadas con el consumo de vino, que quizás reflejan la adoración a Dioniso, el dios griego del vino. Usaron una gran variedad de pinturas y materiales, incluyendo hojas de pan de oro y esmaltes translúcidos. Se han identificado tres especies de uvas, junto con dos aves —una la grulla damisela y la otra una Suimanga palestino—. Otros elementos incluyen un putto tocando la flauta y peleando con los pájaros. «La calidad pura de la pintura es mágica», dijo Lisa Sherkede, una de las restauradoras de Courtauld.
Además de sus logros estéticos, el arte tiene una importancia histórica significativo. Si bien gran parte de la arquitectura y escultura nabatea está presente, la pintura nabatea es muy rara en la actualidad. El experto del instituto Courtauld, David Park, afirma que los frescos de la Pequeña Petra son, en efecto, «la única pintura figurativa in situ [nabatea] que sobrevivió». También son raros como una gran pintura helenística sobreviviente intacta, ya que la mayoría de lo que sobrevive son fragmentos. Otro restaurador, Stephen Rickerby, dice que «son tan buenos o mejores que algunas de las pinturas romanas que se ven, por ejemplo, en Herculano»  y muestran la influencia del arte helenístico.

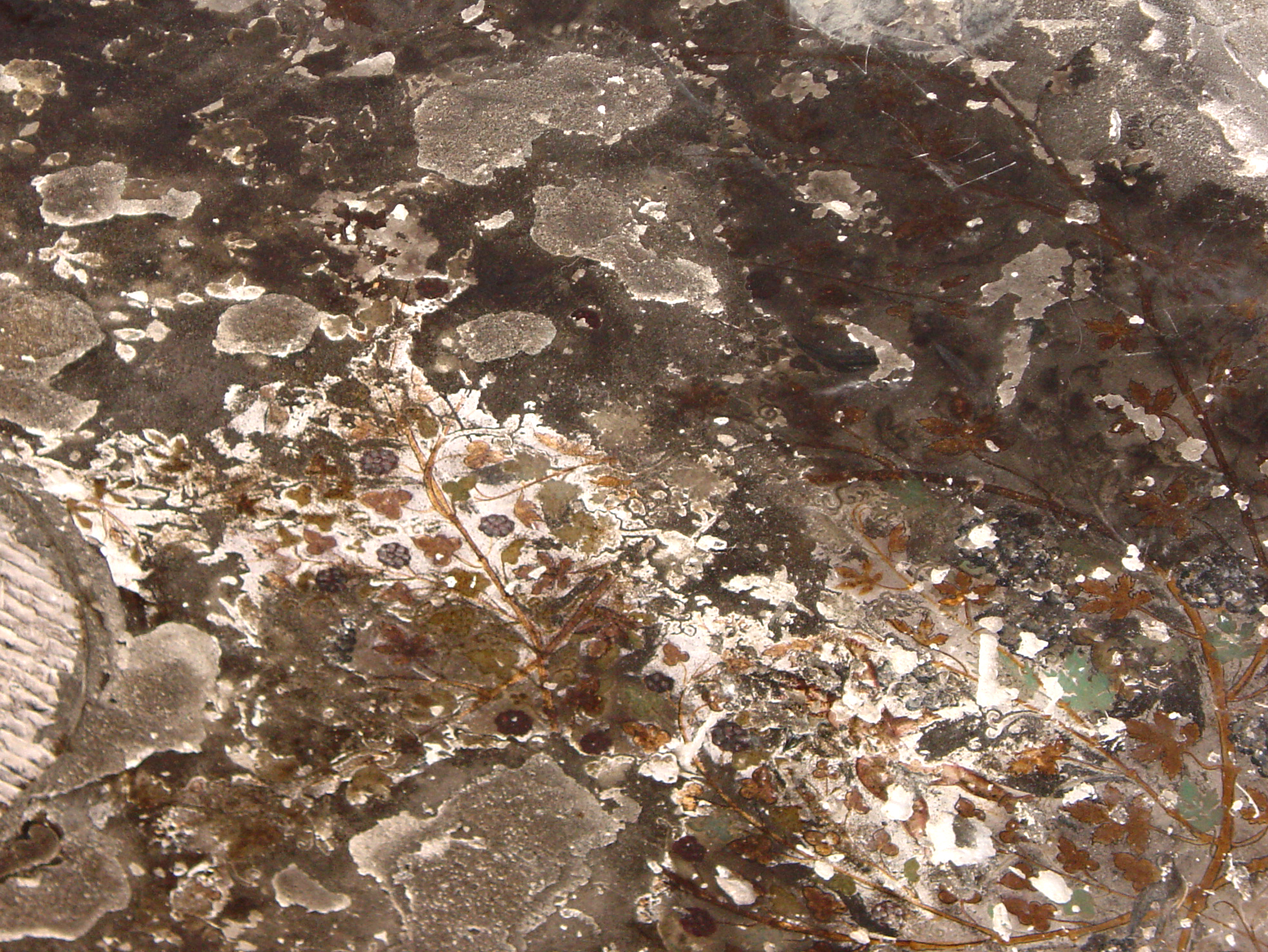
Techo sin restaurar.
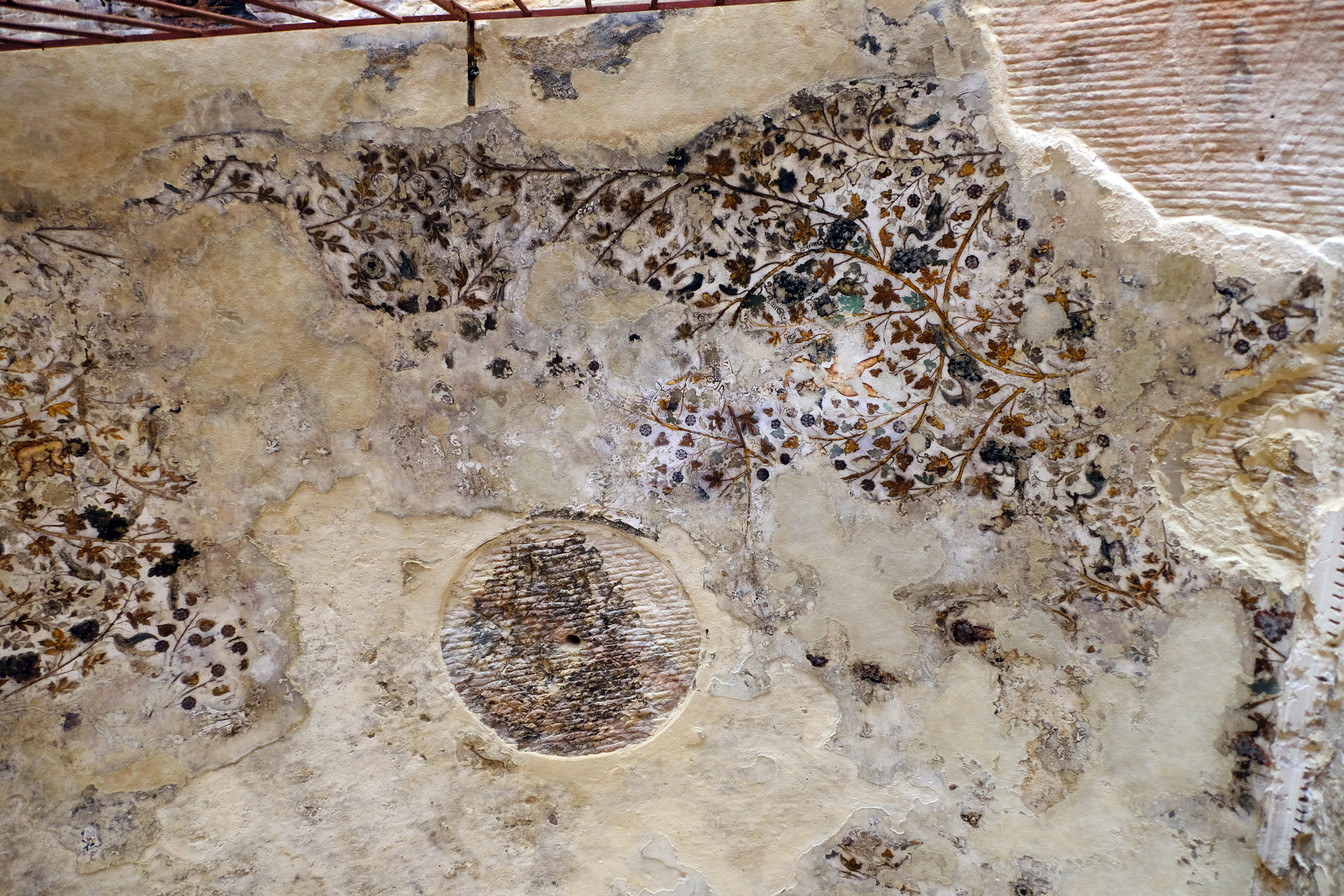
Detalle de la pintura restaurada.
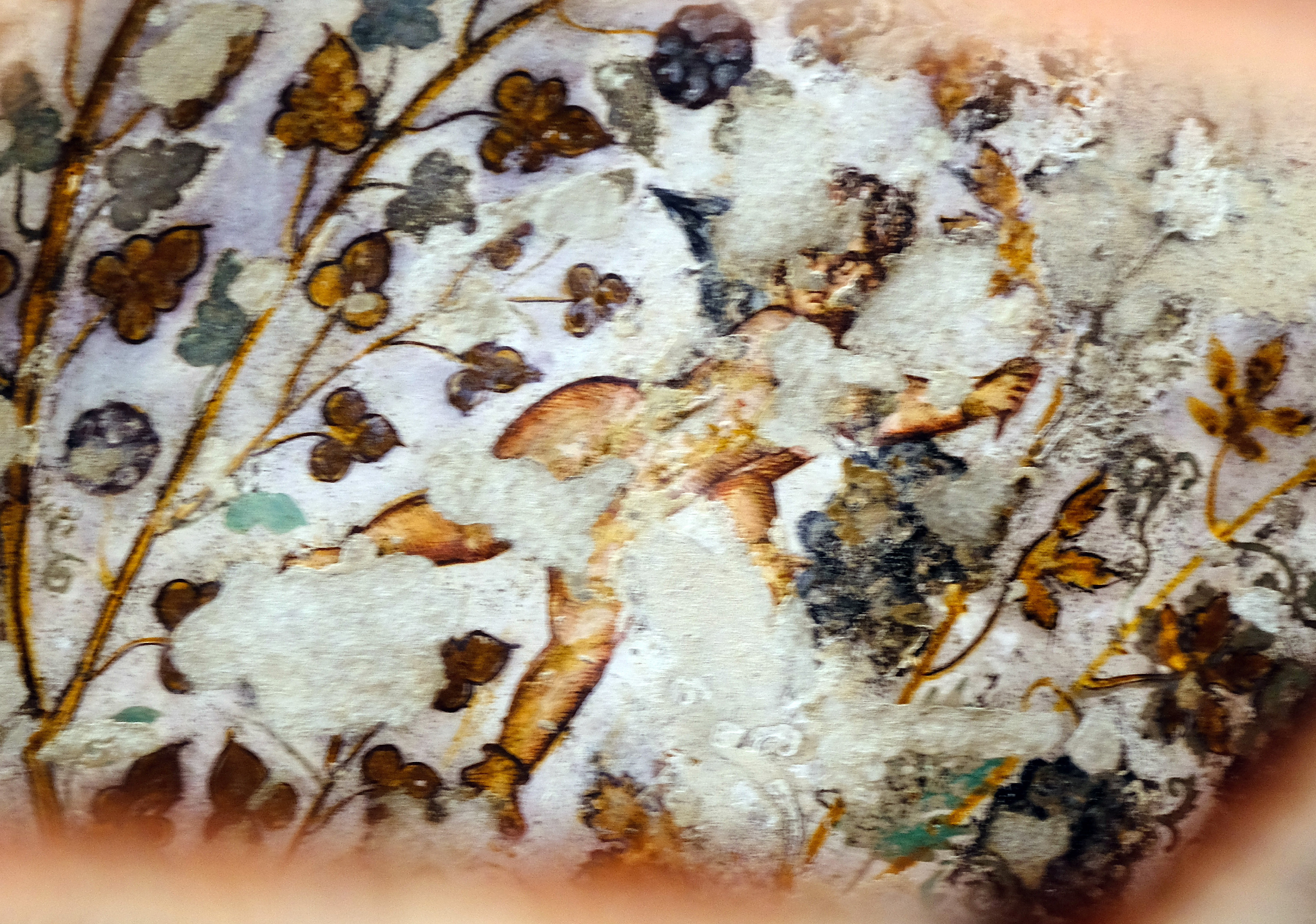
Detalle con un putto restaurado.

## Acceso

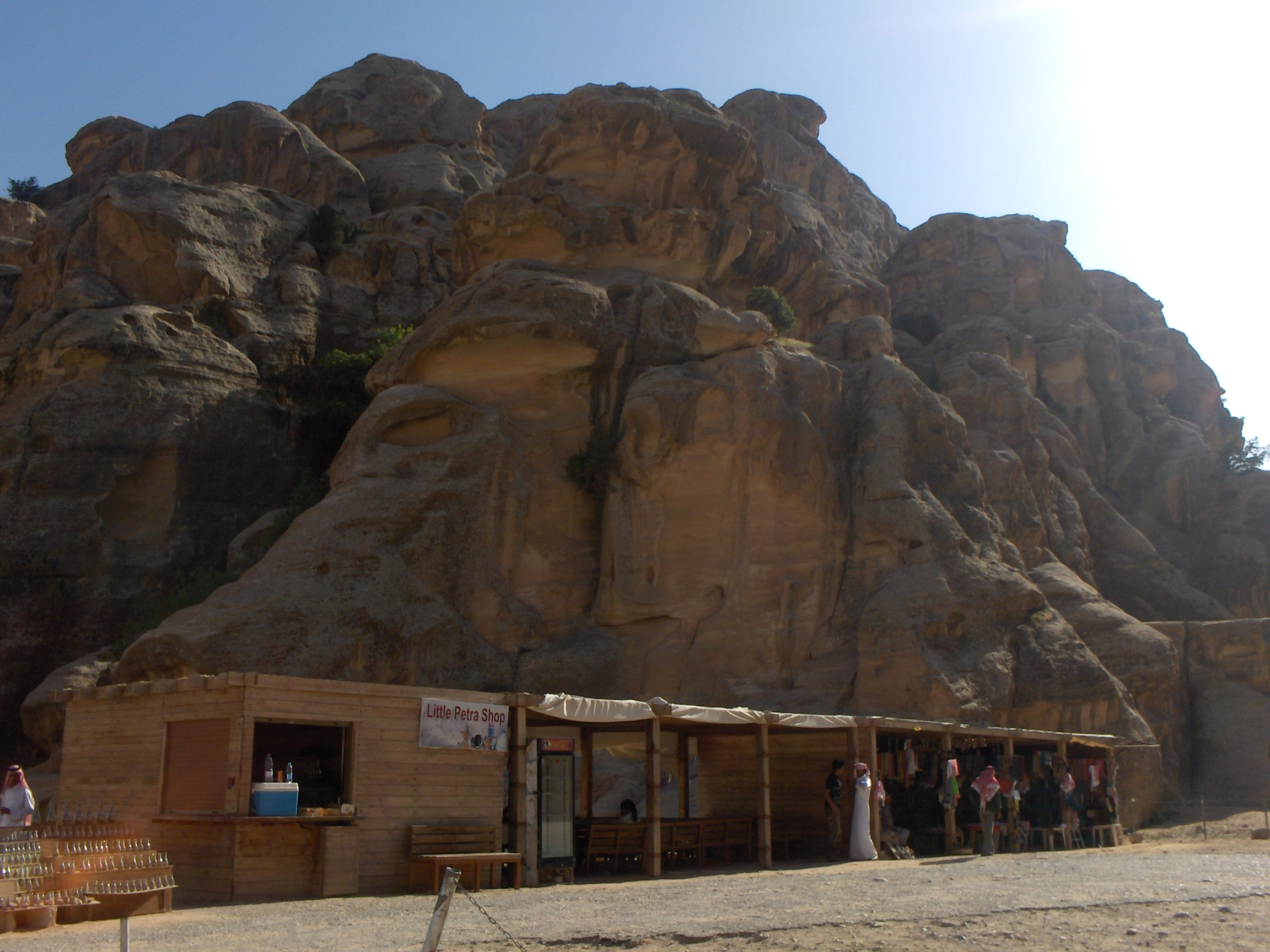
Tiendas en el acceso Este.

Al igual que Petra, Pequeña Petra está abierta al público durante el día. Sin embargo, las visitas se han 
por separado, y no requiere un boleto de admisión ni una tarifa de entrada como se precisa para Petra. Los beduinos locales venden recuerdos y bocadillos en el pequeño estacionamiento, que también sirve para el yacimiento de Beidha. Los pastores beduinos a veces llevan sus reservas al lugar para utilizar las cisternas.
Muchos visitantes de Petra han incluido cada vez más a Pequeña Petra en sus itinerarios. Las guías lo recomiendan como menos concurrida y más relajada que la propia Petra. La «casa pintada», que no tiene contrapartida en Petra, también se ha sumado a un mayor interés por esta área.
También es posible caminar por el sendero de 6 kilómetros desde el final del cañón hasta Deir en Petra. Se recomienda a los que hacen el viaje que lo hagan con un guía, ya que el camino, aunque es obvio en muchos lugares, no está marcado formalmente. Se advierte a los excursionistas que no intenten el sendero por su cuenta o al final del día, ya que las noches en la región a menudo son frías. También está prohibido ingresar en Petra sin haber pagado la admisión del sitio más grande.

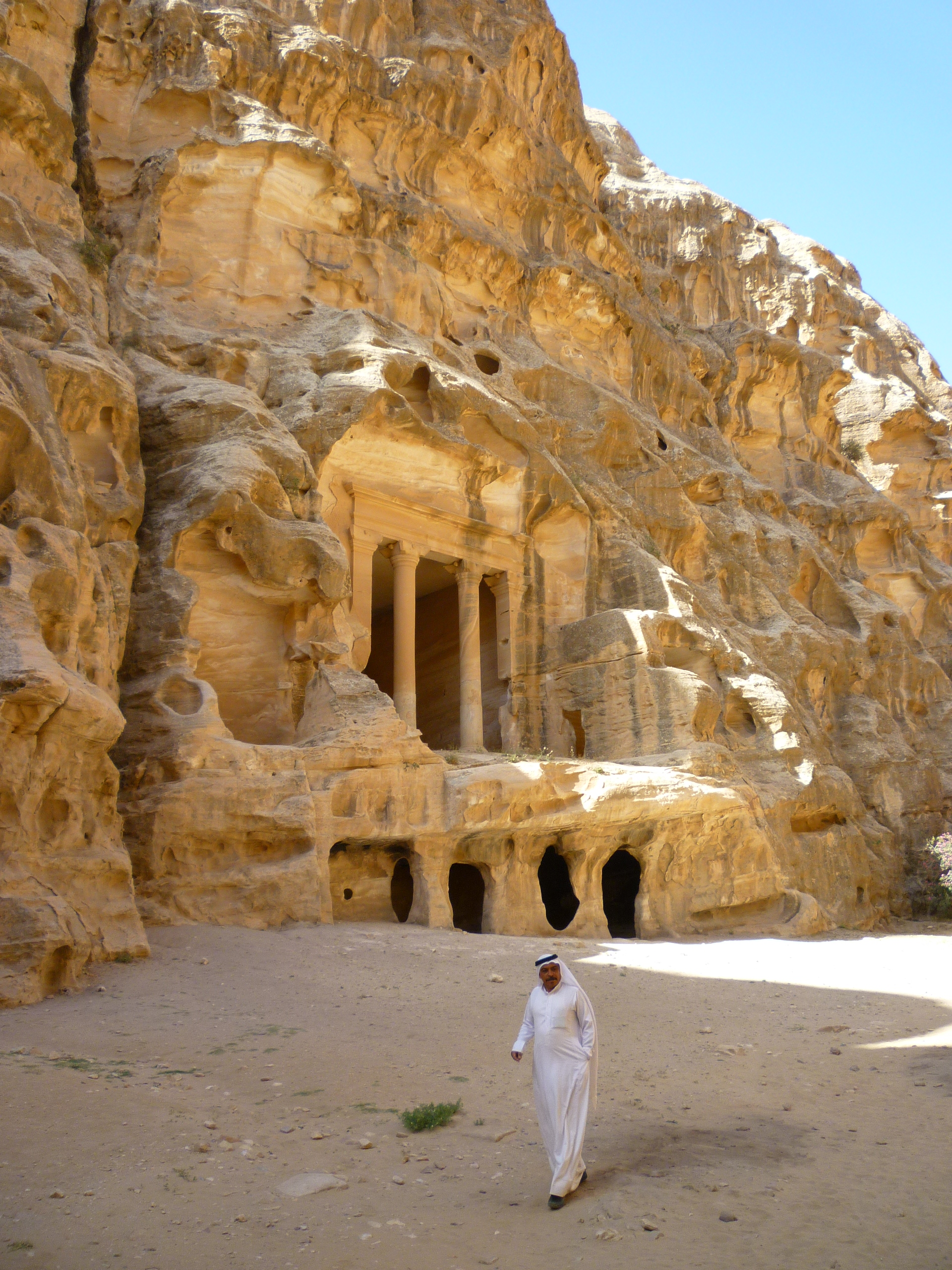
Parte frontal del templo de Dushara.
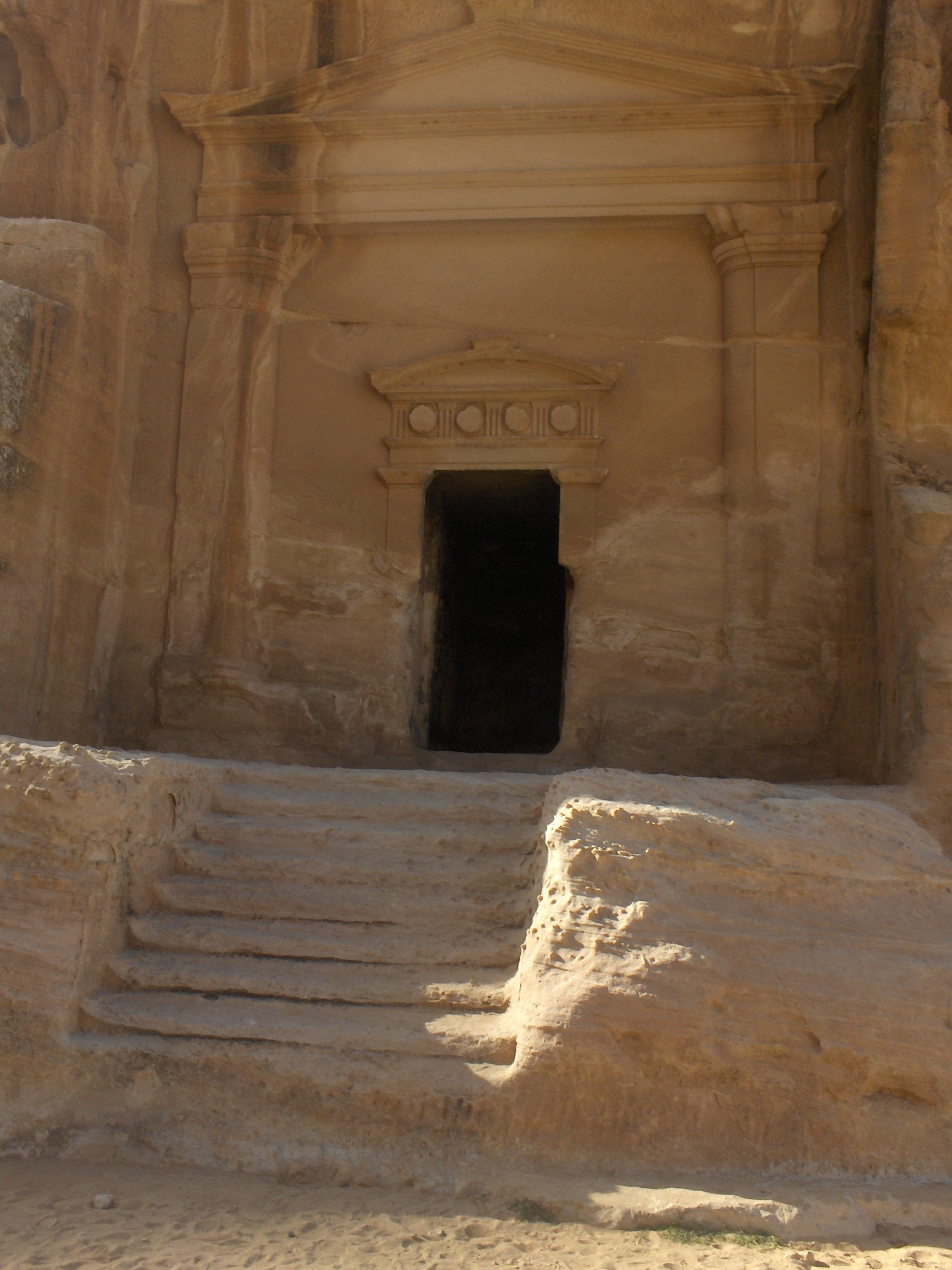
Vivienda en el exterior, junto a la entrada Este.
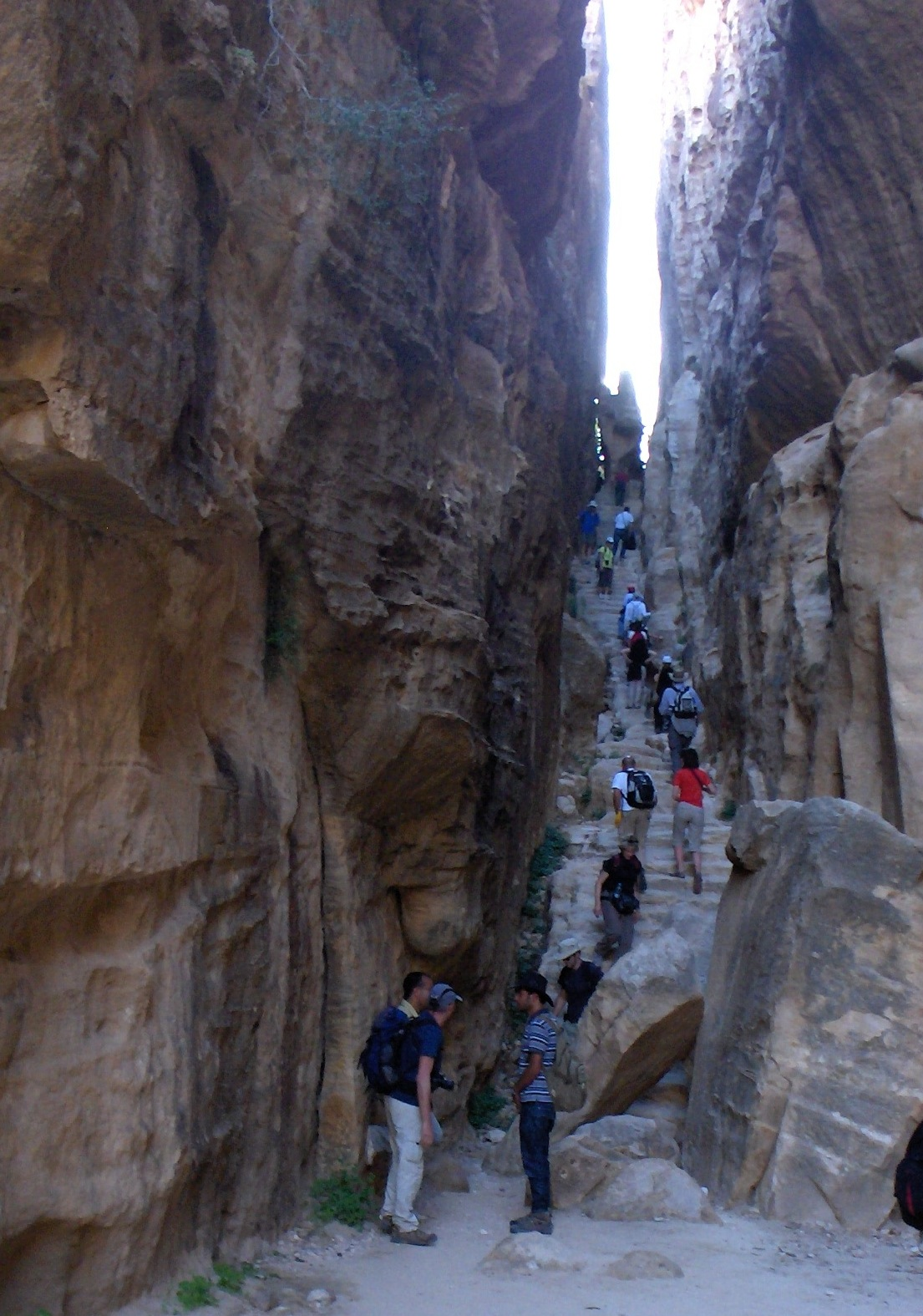
Escalera en la puerta Oeste o puerta de Gaza.
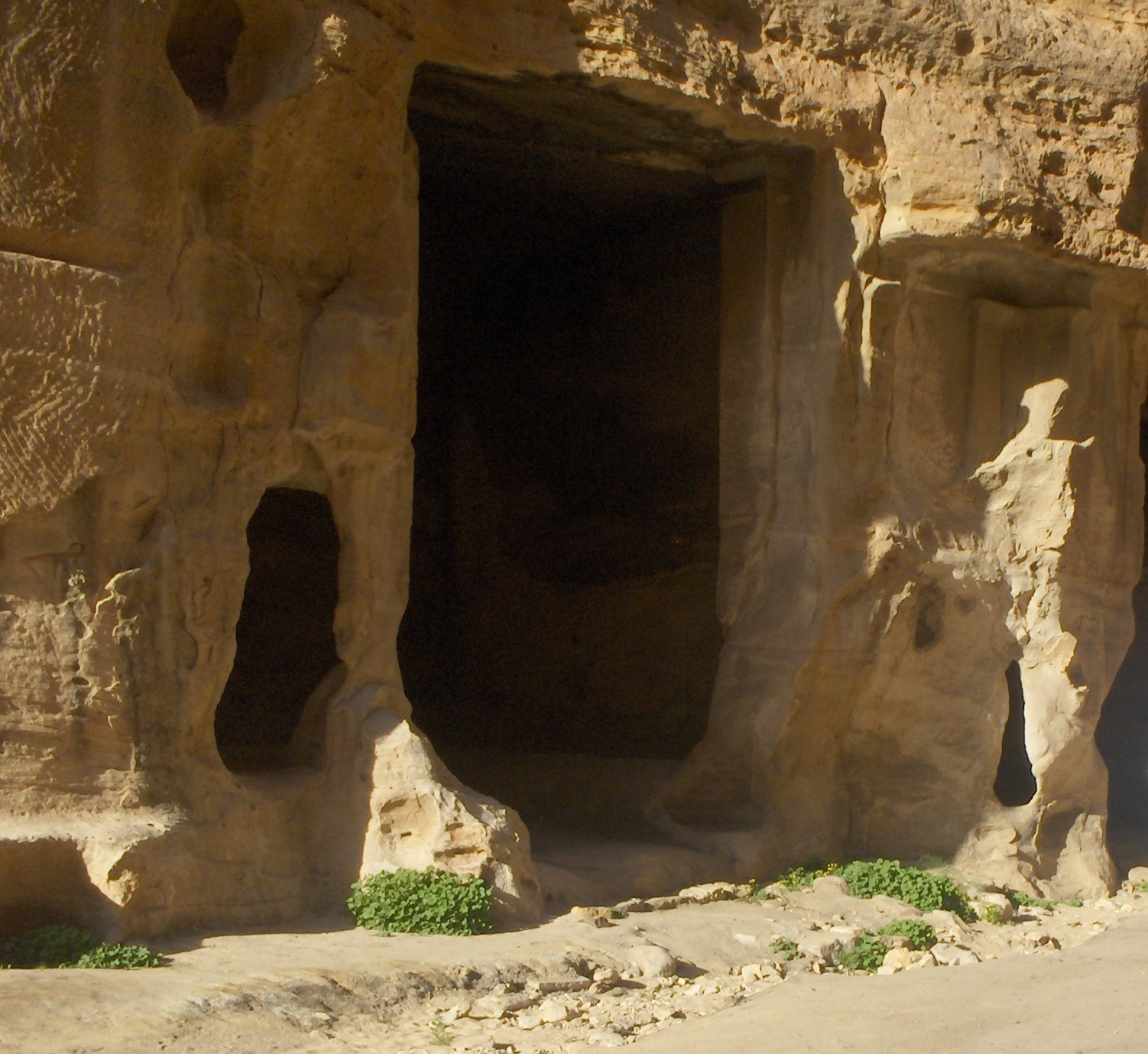
Entrada de un local.
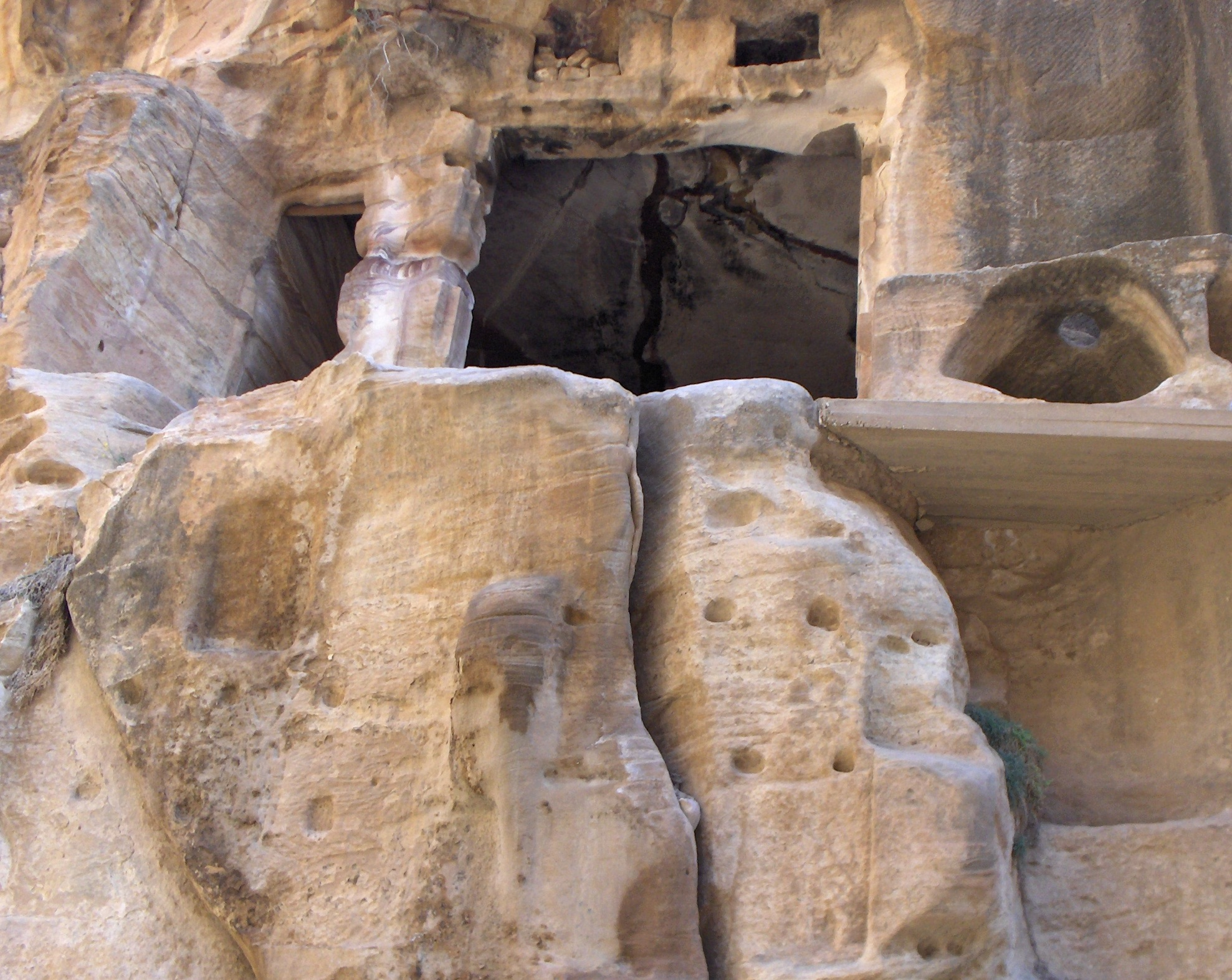
Entrada de un local elevado.
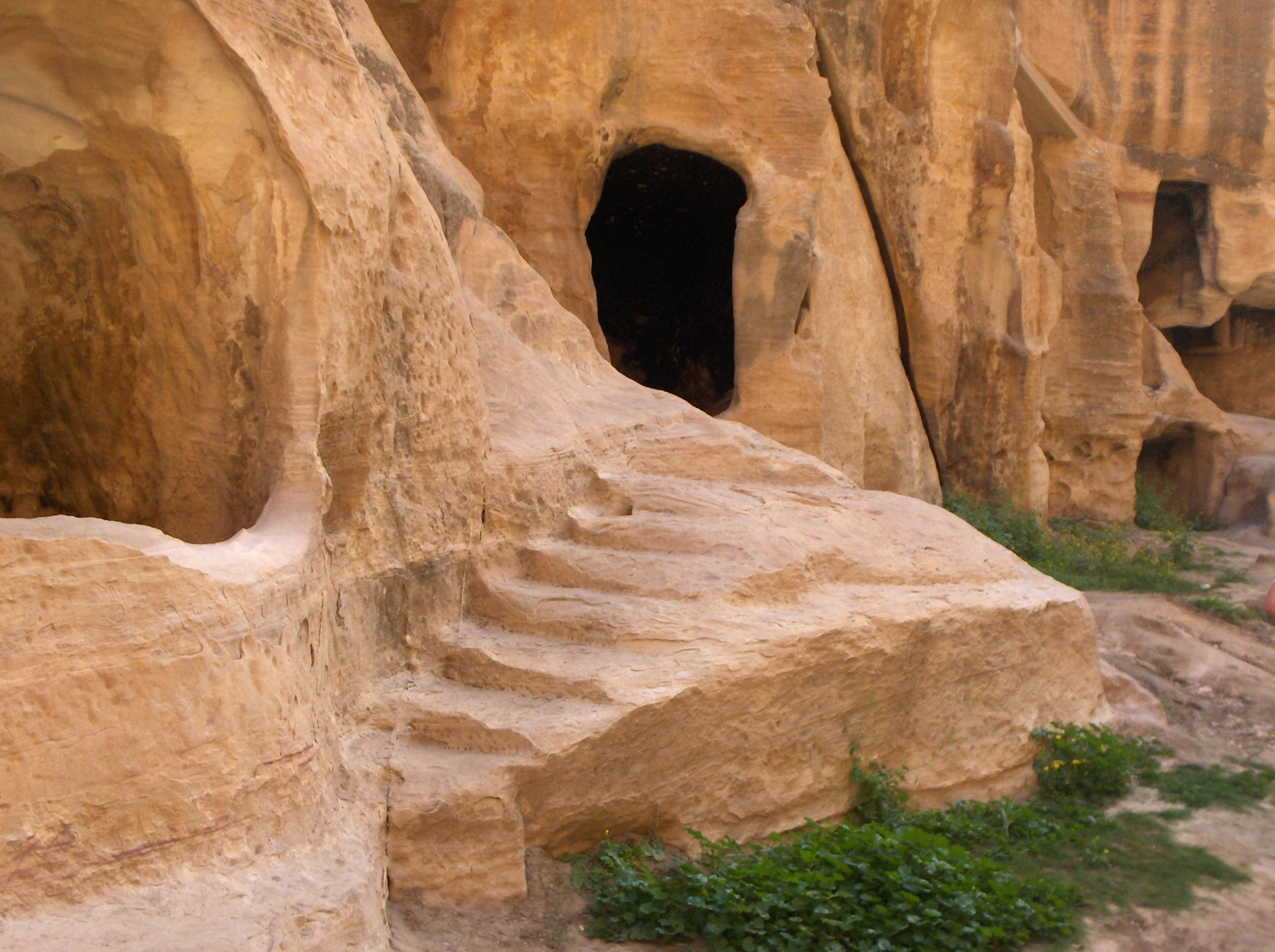
Entrada de un local.
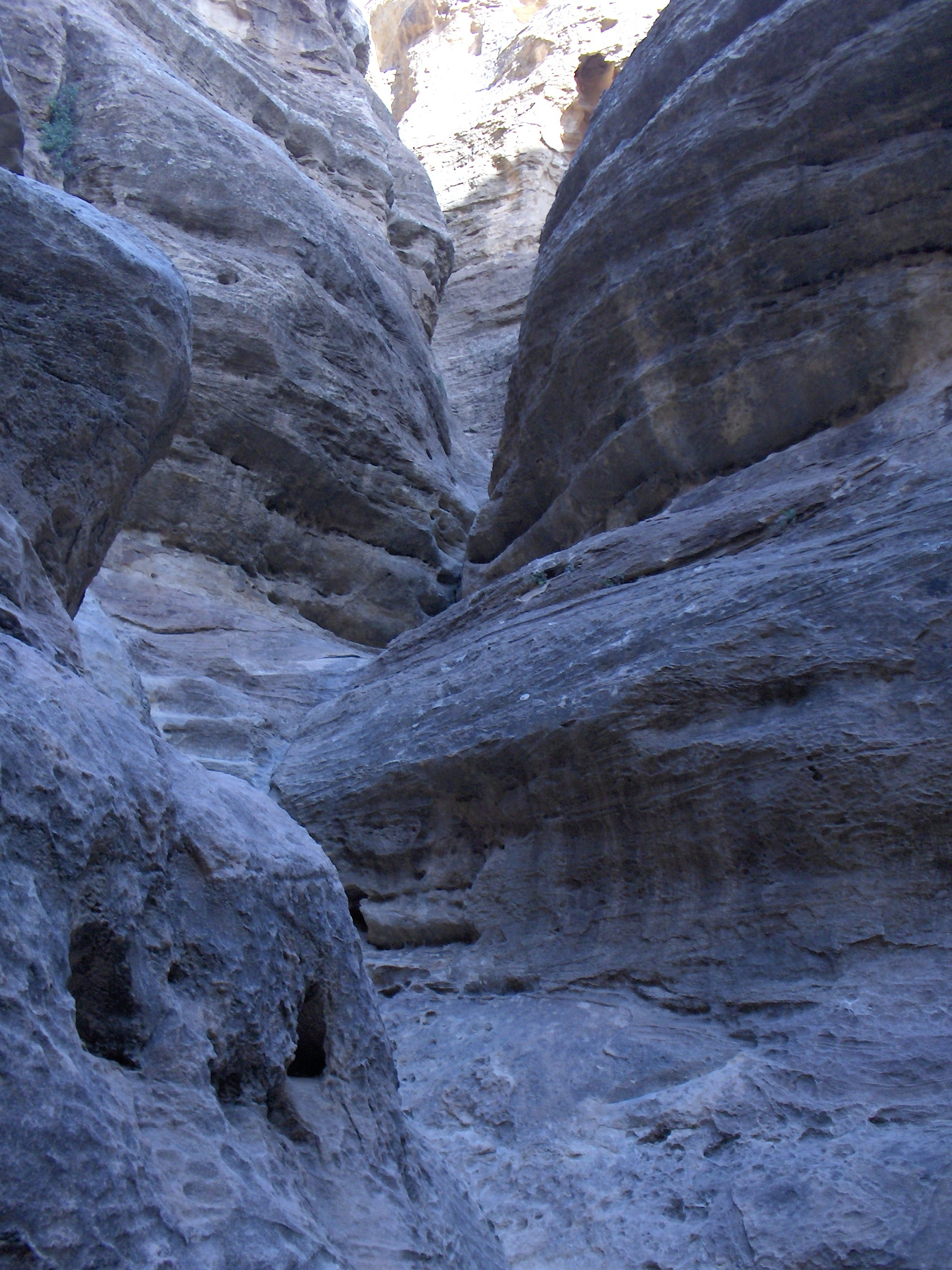
La roca blanca.
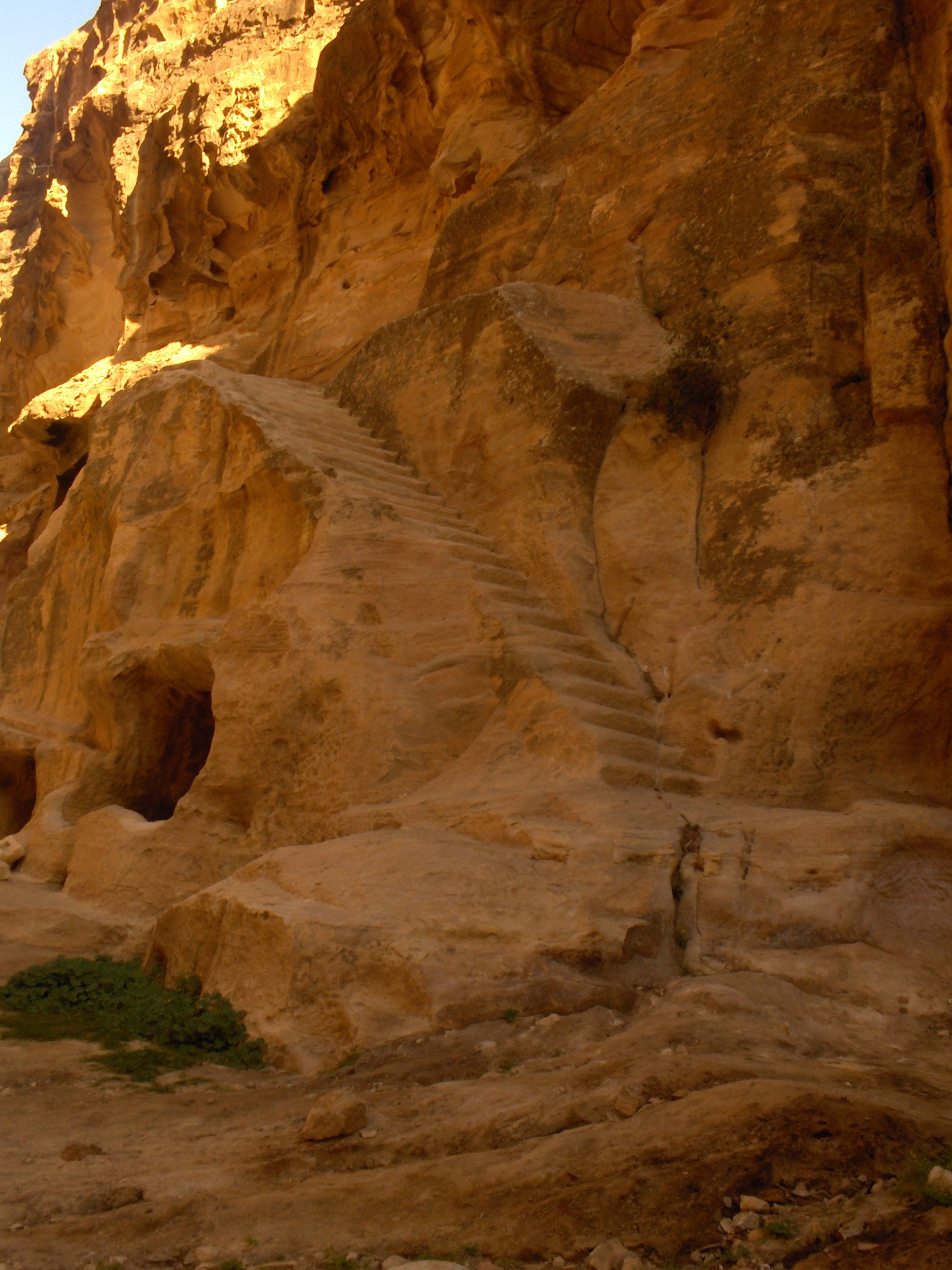
Escalera de acceso a locales elevados.